# Can Jorba (el Bruc)

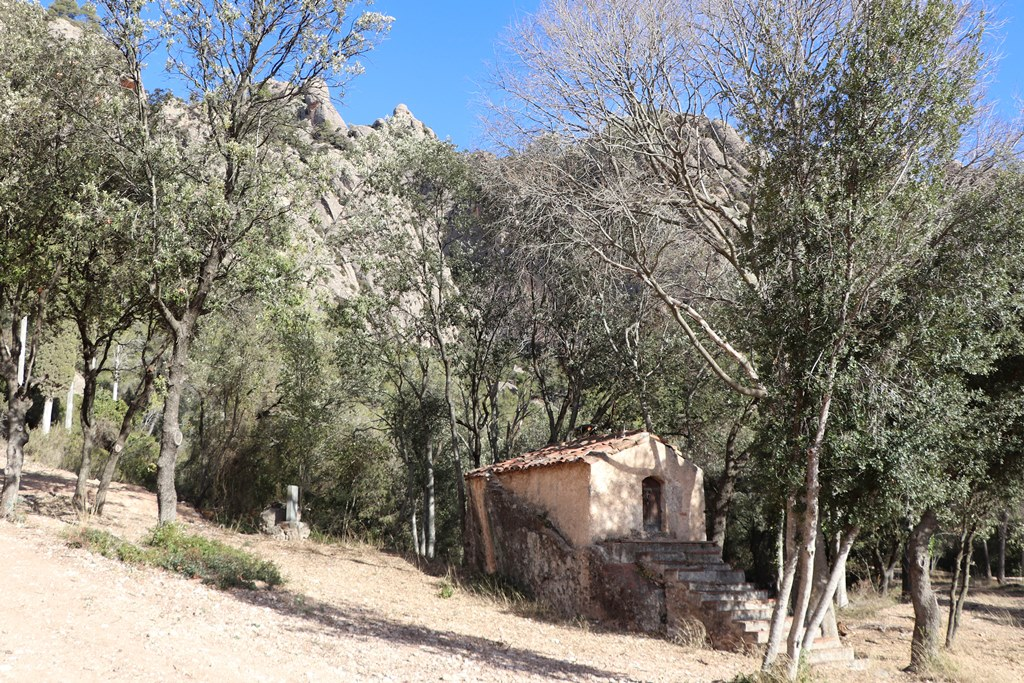
Dipòsit d'oli fet a partir d'una roca caiguda de la muntanya

Can Jorba és una masia del municipi del Bruc (Anoia) protegida com a bé cultural d'interès local. Es troba a peu de Montserrat tocant el torrent de Migdia.
Masia de planta rectangular i coberta a dues aigües, orientada al sud. A la façana principal una gran arcada precedeix la porta adovellada. La façana principal és de maçoneria de pedra vista i carreus treballats a les finestres. Queda emmarcada dins d'un recinte tancat que inclou altres dependències. A l'exterior i al voltant de l'edificació entorn del pati hi ha tres edificis més: una pallissa, una capella, i una dipòsit d'oli fet a partir d'una roca caiguda de la muntanya.
Restaurada entre el 1964 i 1973. Els propietaris actuals són hereus directes del primitiu constructor d'aquesta masia. El 1835 durant la Primera Guerra Carlina, el P. Blanch, abat de Montserrat tement per la profanació de la Verge de Montserrat, la lliurà personalment a Pau Jorba perquè l'amagués. Aquest per fer-ho va excavar un túnel, que avui encara es conserva, en el pati del davant de la masia.